# Majdan Mętowski
Majdan Mętowski (prononciation : [ˈmai̯dan mɛnˈtɔfski]) est un village polonais de la gmina de Głusk dans le powiat de Lublin de la voïvodie de Lublin dans l'est de la Pologne.
Il se situe à environ 14 kilomètres au sud-est de Lublin (siège du powiat et capitale de la voïvodie).
Le village comptait approximativement une population de 180 habitants en 2006.

## Histoire
De 1975 à 1998, le village est attaché administrativement à l'ancienne Voïvodie de Lublin.

Depuis 1999, il fait partie de la nouvelle voïvodie de Lublin.